# Ribera de Croses
La Ribera de Croses és un curs d'aigua de règim torrencial de la comarca del Conflent, a la Catalunya del Nord, d'orientació bàsicament sud - nord. Neix en els contraforts septentrionals del massís del Canigó, en els vessants que es decanten cap a la Tet i discorre pels termes comunals de Glorianes i Rodès abans d'abocar-se en la Tet.

## Terme de Glorianes
Es forma a la confluència del Torrent Gros amb, en el vessant nord de la Roca Durena, a llevant del poble de Glorianes i del Masot, al sud-oest de la Roca Roja. Des d'aquell lloc, en direcció nord, però fent nombroses ziga-zagues, passa a ponent del Mas Nou, després entre el Mas de l'Alzina (est) i el Mas Foixà (oest), zona en què rep les afluències dels còrrecs de l'Hort (per la dreta) i dels Querols i del Perelloner, més tard del Camp de l'Amorer i de Can Duran (tots per l'esquerra), posteriorment un altre també dit de l'Hort i el de les Teixaires, tots dos per la dreta, el d'en Sicart per l'esquerra, i, ja fent de límit entre Glorianes i Rodès, el de l'Escapa per la dreta.

## Terme de Rodès
Entra aleshores dins del terme de Rodès, passant als peus i a ponent del Mas de l'Escapa, i tot seguit rep per la dreta el Còrrec de Canoetes. i tot seguit, també per la dreta, el del Camp del Coll. Continua davallant en direcció nord, encara encaixat dins de la seva vall, fins que arriba a sota i a llevant del santuari de Nostra Senyora de Domanova, lloc on fa un ample giravolt cap a l'est, per tornar al nord just en el moment d'arribar al sector pla del terme, a prop al sud-oest del Coll de Terranera. S'hi ajunta per l'esquerra la Ribera de Rigardà, moment en què la unió de les dues riberes passa a anomenar-se Riufagès.

## Antic poblament
Actualment desèrtica, des del punt de vista de població, a l'època medieval havia estat una vall bastant poblada. Dins de l'actual terme de Glorianes hi havia hagut els petits nuclis de població de Foixà i el Mas de l'Alzina, tots amb senyoria pròpia, a més d'Arenyanes. Ja en terme de Rodès hi havia els poblats de Canoetes i Croses.